# Глава Латвийской дипломатической и консульской службы в изгнании
Глава латвийской дипломатической и консульской службы в изгнании — представитель интересов Первой Латвийской Республики за рубежом во время пребывания Латвии в составе СССР.

## История
Секретным решением Кабинета министров Латвийской Республики от 17 мая 1940 года послу Латвии в Лондоне Карлису Зариньшу были предоставлены чрезвычайные полномочия представлять интересы Латвии за рубежом, если условия войны не позволят общаться с дипломатическими и консульскими представительствами Латвии в Западной Европе. Они дали ему право отдавать обязательные приказы всем латвийским представительствам, распоряжаться всеми государственными ресурсами, приостанавливать деятельность посланников, отменять и переводить сотрудников всех других миссий, ликвидировать миссии, кроме посольства в Соединенных Штатах, и так далее. Посол Латвии в США Алфредс Билманис должен был принять на себя эту миссию в случае, если бы у Зариньша не оказалось такой возможности. После состоявшегося 17 июня 1940 года ввода советских войск в Латвию исполняющий обязанности директора Государственной канцелярии Роберт Булсонс был арестован и обвинен в сокрытии этого решения. После долгих допросов он был расстрелян в Астраханской тюрьме 24 марта 1942 года.
В исторической литературе широко распространено мнение, что чрезвычайные полномочия действительно вступили в силу 17 июня, когда К. Зариньш получил телеграмму от В. Мюнтера, отправленная министром перед прибытием советских танков в Ригу: «Советские войска входят по всей стране и занимают важные учреждения». Посол понял, что правительство Латвии лишено возможности действовать и чрезвычайные полномочия вступают в силу. К. Зариньш считал, что одна из телеграмм, полученных 17 июня, означает, что страна оккупирована.
17 июня Латвия была занята войсками Красной Армии. Послы — латвийские официальные представители за рубежом — в июне и июле имели очень ограниченные знания о ситуации в Латвии. С середины июня до событий 21 июля латвийские дипломаты за рубежом испытывали трудности с пониманием новой ситуации. К. Зариньш получал скудную информацию о событиях в Латвии только по радио. Поскольку было непонятно, что происходит в Латвии, считается, что посланник не сразу начал действовать в духе выданных чрезвычайных полномочий, и не последовали и немедленные протесты со стороны других послов.
В Государственной канцелярии после получения телеграмм от К. Зариньша и А. Билманиса, что они не признают новое правительство Латвии и на основании чрезвычайных полномочий, предоставленных ранее правительством К. Улманиса, продолжают действовать самостоятельно. Текст этих полномочий 1 августа 1940 года зачитали на Латвийском радио, но пока не удалось установить, что «Народное правительство» А. Кирхенштейна или позднее правительство Латвийской ССР во главе с В. Лацисом, хотя и резко выступало против чрезвычайных полномочий, формально отменило бы секретное решение правительства К. Улманиса в отношении них. Парадоксальный факт зафиксировал и А. Билманис в письме В. Салнайсу от 30 октября 1940 года, упомянув: «… постановлением от 17 мая, которое даже правительство Кирхенштейна не собиралось отменять».
В течение Второй мировой войны латвийские дипломаты во главе с Зариньшем продолжали активную деятельность — в частности, разоблачая перед правительствами союзников нацистскую ложь о добровольном характере так называемого Латышского добровольческого легиона СС, в действительности созданного гитлеровцами в принудительном порядке.
На основании чрезвычайных полномочий, предоставленных правительством Латвийской Республики, посол Карлис Зариньш назначил доверенных лиц — руководителей посольства Латвии в США, дипломатического представителя в Испании, представителей главы дипломатической службы в нескольких странах и международных организаций в Женеве, представителя в Германии. Назначил более 20 почетных консулов в Великобритании и Содружестве, профессиональных консулов в Канаде .
Карлис Зариньш созвал и возглавил встречу латвийских послов в мае 1946 года в Женеве, в августе 1947 года в Лондоне и в мае 1953 года в Париже и других местах, где он разработал оперативную стратегию для обеспечения де-юре сохранения независимости страны. С мая 1946 года он также председательствовал на собраниях латвийских послов и представителей латвийских эмигрантских организаций.
После смерти Зариньша латвийскую дипломатическую службу в изгнании возглавляли латвийские дипломаты, работавшие в Вашингтоне.

## Руководители латвийской дипломатической и консульской службы
- Карлис Рейнхольдс Зариньш (1940—1963)
- Арнольд Спекке (1963—1970)
- Анатолс Динбергс (1970—1991)